# Climat zonal

Les cellules climatiques sont prépondérantes pour déterminer les climats aux différentes latitudes.

Un climat zonal est un type de climat qui correspond à une latitude déterminée, il est souvent lié au rayonnement solaire (de plus en plus faible pour les latitudes élevées), aux vents prépondérants des différentes latitudes (alizés, quarantièmes rugissants...) et aux cellules climatiques.
Cette notion s'oppose à celle de climat azonal, désignant les climats ne correspondant pas aux latitudes où on les trouve le plus fréquemment. Ils sont souvent modifiés par l'altitude, la distance par rapport à la mer (aussi appelée continentalité), les courants marins ou les vents localement prépondérants (Foehn, Mistral...).

## Classification de Köppen
Dans la classification de Köppen, la première lettre correspond assez souvent à une classification zonale (le plus souvent par températures moyennes), les lettres suivantes apportent des nuances plus locales (sur l'amplitude thermique ou l'humidité notamment).

## Vent zonal
Un vent zonal est un vent dominant à une latitude correspondant au climat zonal. C'est généralement un vent d'est entre les tropiques et près des pôles, et un vent d'ouest aux latitudes moyennes.